# フー・イズ・ジス・ビッチ、エニウェイ?
| 専門評論家によるレビュー | 専門評論家によるレビュー |
| レビュー・スコア         | レビュー・スコア         |
| 出典                     | 評価                     |
| ------------------------ | ------------------------ |
| Allmusic                 | [ 1 ]                    |

『フー・イズ・ジス・ビッチ、エニウェイ?』（Who Is This Bitch, Anyway?）は、アメリカの歌手マリーナ・ショウによるアルバム。 1974年に録音されたこのアルバムは、ブルーノートレーベルからリリースされ、ジャズの歴史的名盤として知られている。

## 評価
AllmusicのJason Ankenyによるレビューはアルバムに4½の星を付け、次のように評価した。
"A record as fierce and blunt as its title portends, Who Is This Bitch, Anyway? vaults Marlena Shaw into a brave new world of feminism and funk, updating the sophisticated soul-jazz approach of her previous records to explore a fast-changing musical, political, and sexual landscape... Not only Shaw's best-selling Blue Note release, Who Is This Bitch, Anyway? represents her creative apex as well".

（そのタイトルの通りに激しくもあり露わでもあるこのレコード Who Is This Bitch, Anyway? は、マリーナ・ショウをフェミニズムとファンクの勇敢な新しい境地に飛躍させ、彼女の前作の洗練されたソウルジャズへのアプローチを更新した。急速に変化する音楽的、政治的、性的な環境を冒険したのだ。ショウのベストセラーのブルーノート作品というだけでなく、Who Is This Bitch, Anyway? は彼女の創造的な最高到達点を表現している。）
当時の日本のミュージシャンの間では、このアルバムに参加しているチャック・レイニーの『Coalition』がバイブルといわれていた。松任谷正隆は原宿の輸入レコード店「メロディハウス」で『フー・イズ・ジス・ビッチ、エニウェイ?』を勧められて初めて聴き、衝撃を受け、このレコードを何年間も毎日のように聴いてしまった。
このアルバムは、瞬く間に売り上げたわけではなく、むしろ当時はあまり売れなく、彼女は次作以降に路線をディスコへと変化させている。とはいえ、かえってその状況が自由な演奏やコンセプト実験を可能としたと言える。

## 収録曲
1. "You, Me and Ethel / Street Walking Woman" (マリーナ・ショウ / ルーニス・マクグロホン, バイロン・オルソン) - 6:20
2. "You Taught Me How to Speak in Love" (モリー＝アン・レイキン, アート・マンソン) - 3:52
3. "Davy" (ベナード・アイグナー) - 5:26
4. "Feel Like Makin' Love" (ユージン・マクダニエルズ) - 5:00
5. "The Lord Giveth and the Lord Taketh Away" (マリーナ・ショウ) - 1:05
6. "You Been Away Too Long" (ベナード・アイグナー) - 3:07
7. "You" (マリーナ・ショウ) - 3:45
8. "Loving You Was Like a Party" (ベナード・アイグナー) - 4:17
9. "A Prelude for Rose Marie" (バイロン・オルソン) - 1:56
10. "Rose Marie (Mon Cherie)" (ウィルマ・カレンダー, ベナード・アイグナー) - 4:19
  - 録音日は1974年6月12日 (#3 & #5), 12月3日 (#2 & #8),  12月4日 (#6 & #7), 12月5日 (#1 & #4), 12月6日 (#9 & #10)

## 参加ミュージシャン
- マリーナ・ショウ - ボーカル
- ベナード・アイグナー - ピアノ, フリューゲルホルン, 編曲
- マイケル・ラング, ビル・メイズ - ピアノ
- ラリー・ナッシュ - エレクトリックピアノ, シンセサイザー
- デニス・バドミア, ラリー・カールトン, デイヴィッド・T・ウォーカー - ギター
- チャック・ドマニコ - ベース
- チャック・レイニー - エレクトリックベース
- ハーヴィー・メイソン - ドラムス, ウィンドチャイム
- ジム・ゴードン - ドラムス
- キング・エリッソン - コンガ
- デイル・オーラー, バイロン・オルソン - 編曲
- ほか、弦楽器、ホルン、木管楽器